# 런던 리뷰 오브 북스
런던 리뷰 오브 북스(London Review of Books, LRB)는 문예지 에쎄이의 영국 저널이다. 격주에 한 차례 출간된다.

## 역사
런던 리뷰 오브 북스는 1979년에 설립되었다. 당시 타임스의 연중 폐쇄 기간 동안 The Times Literary Supplement의 출간이 연기되었다.
런던 리뷰 북숍(London Review Bookshop)은 2003년 5월에 블룸즈베리에서 개장하였으며 바로 옆 케이크 숍은은 2007년 11월에 개방하였다. 이 북숍은 저자의 프레젠테이션과 토론을 위한 장소로 사용된다.

## 기여자
기여자는 다음을 포함한다:
- 베네딕트 앤더슨
- 페리 앤더슨
- 줄리언 반스
- 토니 블레어
- 고든 브라운
- 앤절라 카터
- 제리 포더
- 마사 겔혼
- 크리스토퍼 히친스
- 에릭 홉스봄
- 마이클 이그나티에프
- 가즈오 이시구로
- 토니 젓
- 힐러리 맨틀
- 이언 매큐언
- 에드 밀리밴드
- 마사 누스바움
- 힐러리 퍼트넘
- 리처드 로티
- 살만 루슈디
- 에드워드 사이드
- 수전 손택
- 콜름 토이빈
- 슬라보예 지젝

## 같이 보기
- 문학 평론

## 내용주
1. ↑  Elizabeth Day (2014년 3월 9일). “Is the LRB the best magazine in the world?”. 《The Guardian》. 2015년 10월 28일에 확인함.
2. 1 2  “About the LRB”.

## 추가 문헌
- Elizabeth Day. "Is the LRB the best magazine in the world?". The Guardian. 9 March 2014. Retrieved on 10 March 2014.